# Jana
Jana é um gênero de mariposa pertencente à família Eupterotidae.